# Tranopelta gilva
Tranopelta gilva är en myrart som beskrevs av Mayr 1866. Tranopelta gilva ingår i släktet Tranopelta och familjen myror. Inga underarter finns listade i Catalogue of Life.

## Bildgalleri

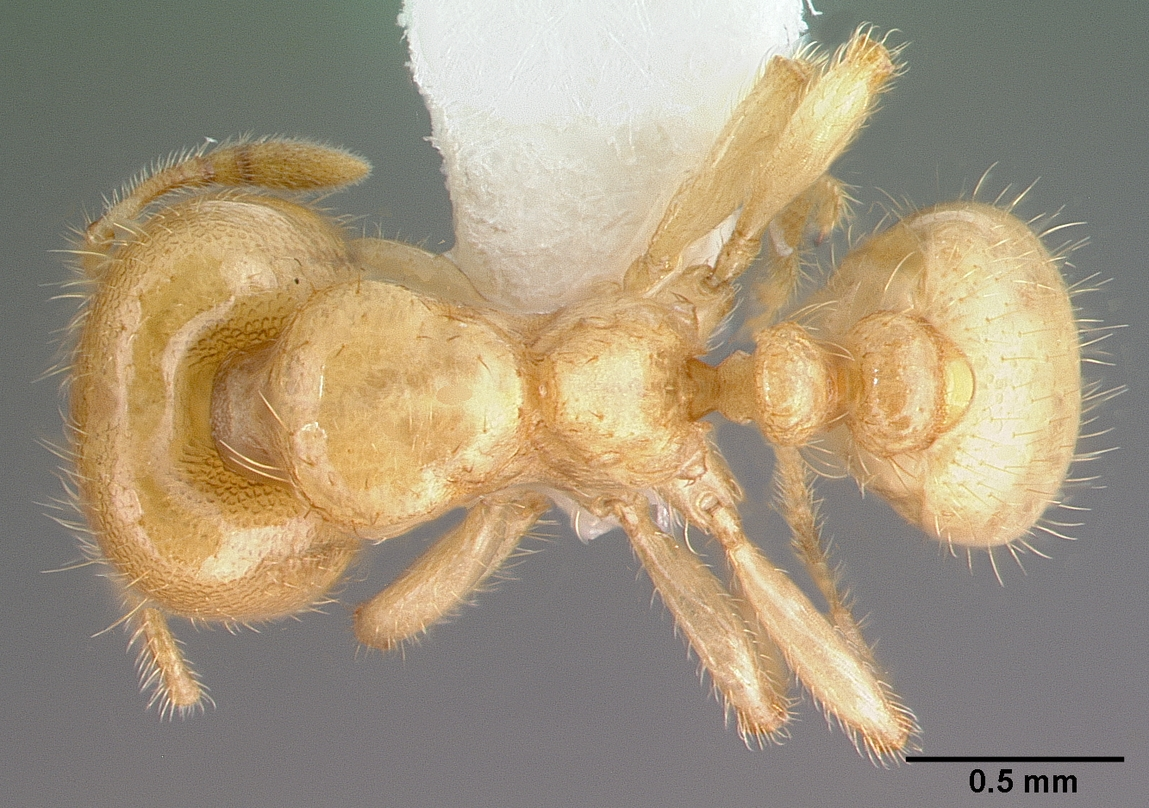
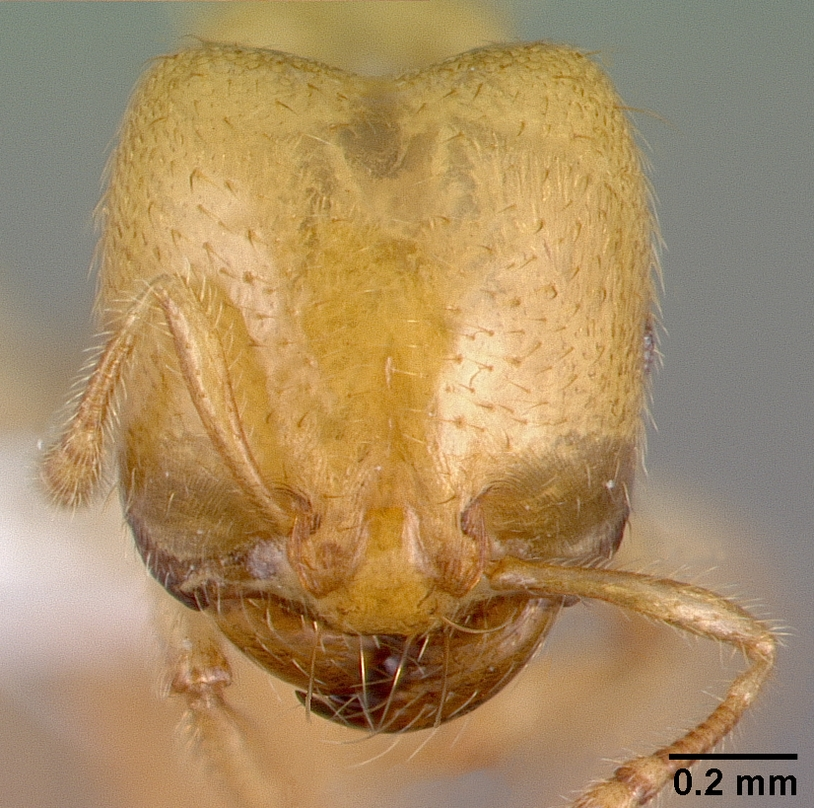
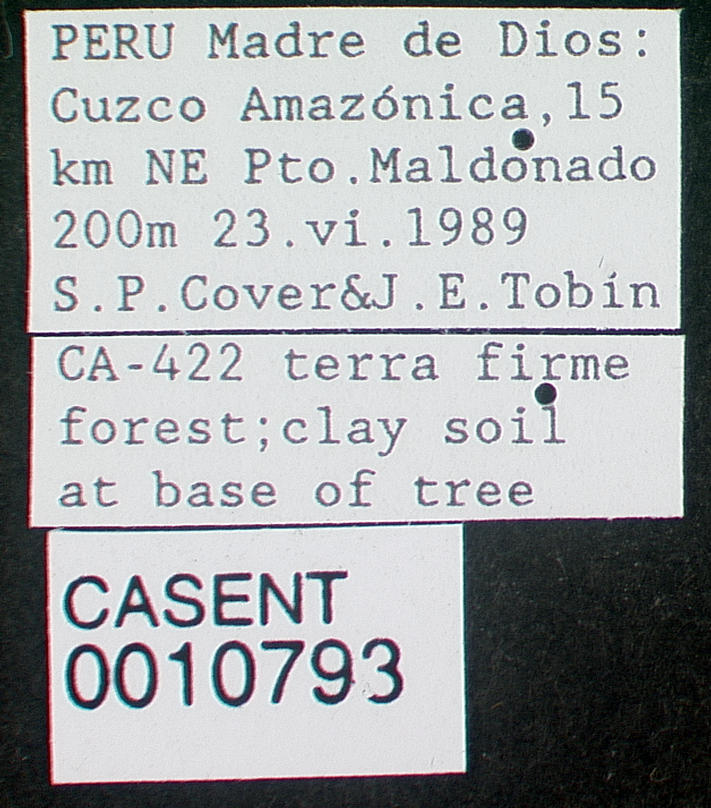
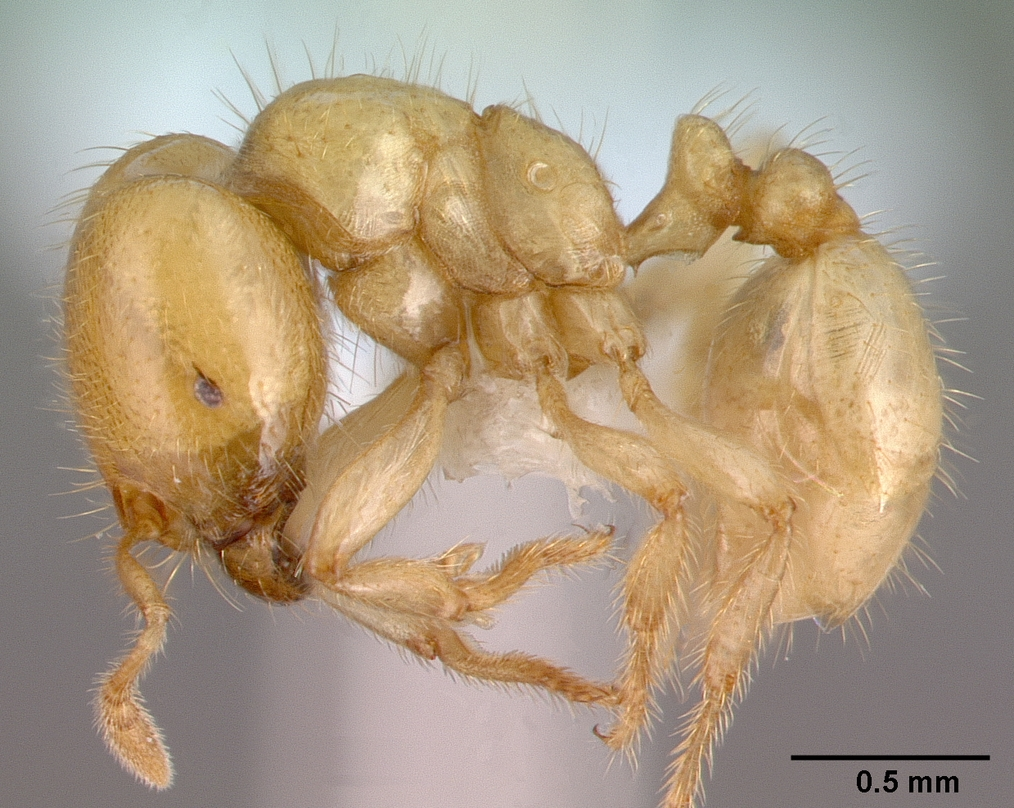
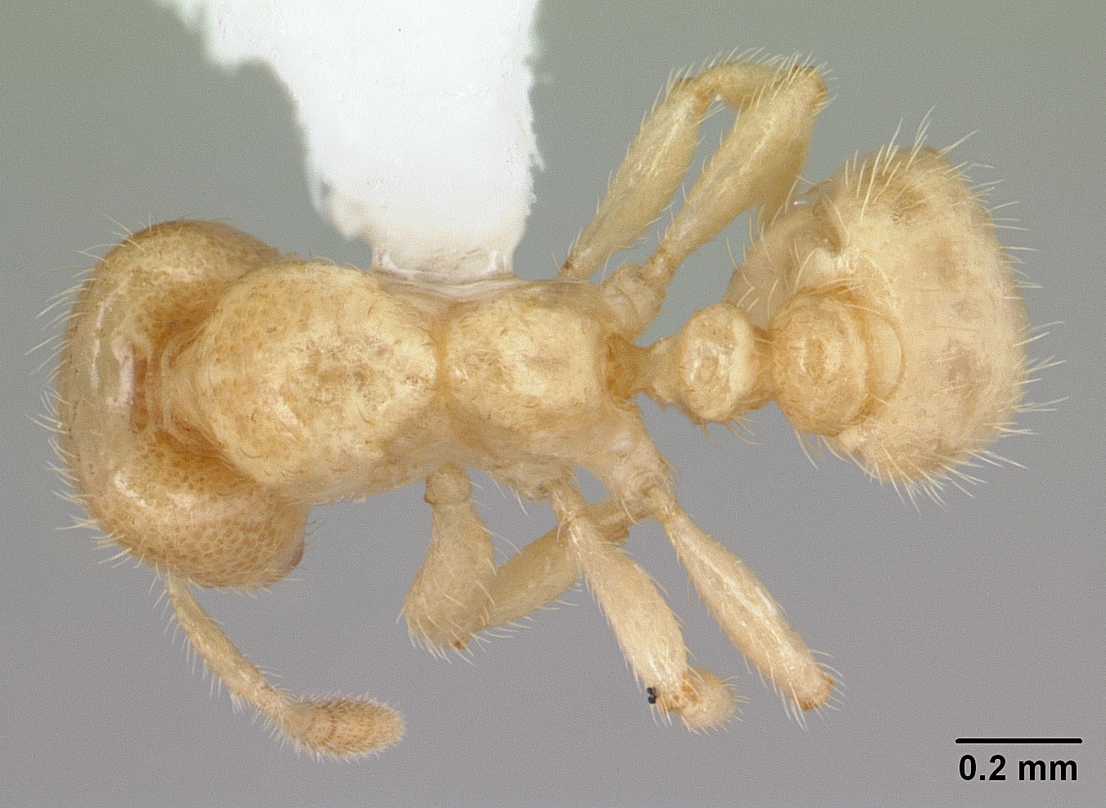
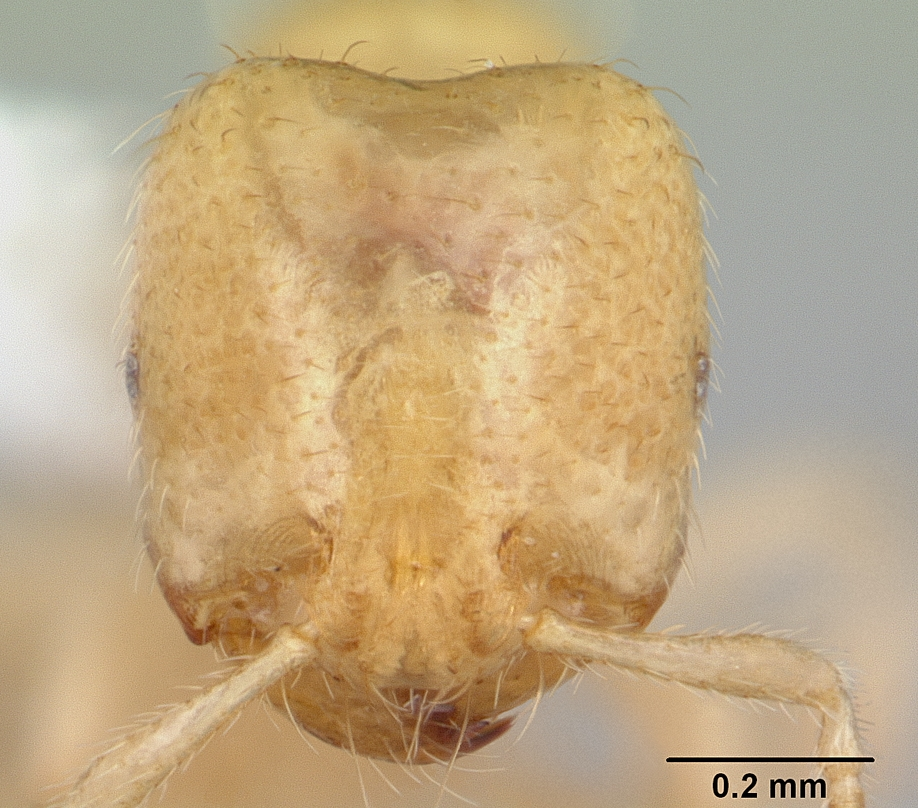